# Ill (Alsace)
|  | For floden med samme navn i Østrig, se Ill, Østrig. |
Ill (ILL) er en flod i Alsace i det nordøstlige Frankrig. 
Ill er en af Rhinens sidefloder fra venstre. 
Ill har sit udspring i Jurabjergene. Derfra løber den mod nord i Alsace, parallelt med Rhinen. 
Ill modtager flere sidefloder fra Vogeserne, herunder Doller og Thur. Ill løber gennem Mulhouse, Colmar og Sélestat, før den munder ud i Rhinen ved Strasbourg.